# Maplestonia cirrata
Maplestonia cirrata är en mossdjursart som beskrevs av William MacGillivray 1885. Maplestonia cirrata ingår i släktet Maplestonia och familjen Candidae. Inga underarter finns listade i Catalogue of Life.